# Hédouville
Hédouville é uma comuna francesa na região administrativa da Ilha de França, no departamento do Vale do Oise. Estende-se por uma área de 5.28 km². Em 2010 a comuna tinha 284 habitantes (densidade: 53,8 hab./km²).